# Околощитовидни жлези
Околощитовидните жлези (на латински: Glandulae parathyroidae) представляват четири на брой малки телца с формата и големината на оризови зрънца, които се разполагат по задната повърхност на щитовидната жлеза. Те са закрепени за нея и при операции могат да бъдат отстранени по невнимание. Същинските им размери варират в различни граници. Обикновено дължината им е около 0,7 – 1 cm. Теглото им също се различава – от 1 до 2 g. Понякога могат да се установят и повече от 4 околощитовидни жлези. Те отделят хормона паратхормон. Той влияе върху калциевата и фосфорната обмяна. Повишената секреция на този хормон води до натрупването на калций в кръвта и намаляване на съдържанието му в костите, при което те стават чупливи. Може да причини остеопороза. При понижено отделяне на хормона калцият в кръвта намалява, при което възбудимостта на мускулатурата се повишава и възникват гърчове – тетания.
Хиперпаратиреоидизмът и хипопаратиреоидизмът, характеризиращи се с промени в нивата на калций в кръвта и костния метаболизъм, са състояния или с излишък, или с недостатъчна функция на паращитовидната жлеза.
Околощитовидните жлези за пръв път са описани от шведския медик Ивар Сандстрьом през 1880 г.